# Coupe de France de cyclisme sur route 2007
La Coupe de France de cyclisme sur route 2007 est la 16e édition de la Coupe de France de cyclisme sur route.
La victoire finale revient au Français Sébastien Chavanel de l'équipe française La Française des jeux.
La Classic Haribo et le Grand Prix de Villers-Cotterêts disparaissent du calendrier tandis que la Châteauroux Classic de l'Indre, le Grand Prix de Plumelec-Morbihan et le Tour du Finistère rejoignent la Coupe de France portant ainsi le nombre d'épreuve à 15 contre 14 l'année précédente.

## Résultats
La liste des courses composant la compétition et le podium de chacune d'entre elles sont les suivants :
| 25 fév.  | Tour du Haut-Var                 | Filippo Pozzato    | Simon Gerrans        | Ricardo Serrano    |
| 25 mars  | Cholet-Pays de la Loire          | Stéphane Augé      | Stéphane Pétilleau   | Janek Tombak       |
| 6 avr.   | Route Adélie de Vitré            | Rémi Pauriol       | Alexander Khatuntsev | Yann Huguet        |
| 8 avr.   | Grand Prix de la ville de Rennes | Sergiy Matveyev    | Maryan Hary          | Cyril Gautier      |
| 17 avr.  | Paris-Camembert                  | Sébastien Joly     | Anthony Charteau     | Benoît Vaugrenard  |
| 19 avr.  | Grand Prix de Denain             | Sébastien Chavanel | Mark Renshaw         | Eric Baumann       |
| 21 avr.  | Tour du Finistère                | Niels Brouzes      | Yann Huguet          | Konstantin Klyuev  |
| 22 avr.  | Tro Bro Leon                     | Saïd Haddou        | Sébastien Chavanel   | Christophe Diguet  |
| 1 mai    | Tour de Vendée                   | Mikel Gaztañaga    | Mark Renshaw         | Mathieu Drujon     |
| 17 mai   | Trophée des grimpeurs            | Anthony Geslin     | Yoann Le Boulanger   | Sylvain Chavanel   |
| 2 juin   | Grand Prix de Plumelec-Morbihan  | Simon Gerrans      | Yann Huguet          | David Le Lay       |
| 5 août   | Polynormande                     | Benoît Vaugrenard  | Mickaël Buffaz       | Bert De Waele      |
| 26 août  | Châteauroux Classic de l'Indre   | Christopher Sutton | Aurélien Clerc       | Stefan van Dijk    |
| 23 sept. | Grand Prix d'Isbergues           | Martin Elmiger     | Andy Cappelle        | Sébastien Chavanel |
| 11 oct.  | Paris–Bourges                    | Romain Feillu      | Aurélien Clerc       | Aliaksandr Usau    |

## Classements

### Individuel
Le classement général final est le suivant :
| Classement par points | Classement par points | Classement par points | Classement par points           | Classement par points |
| Coureur               | Coureur               | Pays                  | Équipe                          | Points                |
| --------------------- | --------------------- | --------------------- | ------------------------------- | --------------------- |
| 1er                   | Sébastien Chavanel    | France                | La Française des jeux           | 128 pts               |
| 2e                    | Romain Feillu         | France                | Agritubel                       | 112 pts               |
| 3e                    | Rémi Pauriol          | France                | Crédit Agricole                 | 102 pts               |
| 4e                    | Yann Huguet           | France                | Cofidis-Le Crédit par Téléphone | 95 pts                |
| 5e                    | Benoît Vaugrenard     | France                | La Française des jeux           | 93 pts                |
| 6e                    | Saïd Haddou           | France                | Bouygues Telecom                | 88 pts                |
| 7e                    | Simon Gerrans         | Australie             | AG2R Prévoyance                 | 85 pts                |
| 8e                    | Stéphane Bonsergent   | France                | Bretagne-Armor Lux              | 74 pts                |
| 9e                    | Mikel Gaztañaga       | Espagne               | Agritubel                       | 73 pts                |
| 10e                   | Aurélien Clerc        | Suisse                | Bouygues Telecom                | 70 pts                |

### Par équipe
Le classement général final de la meilleure équipe est le suivant.
| Classement par équipes aux points | Classement par équipes aux points | Classement par équipes aux points | Classement par équipes aux points |
| Équipe                            | Équipe                            | Pays                              | Points                            |
| --------------------------------- | --------------------------------- | --------------------------------- | --------------------------------- |
| 1re                               | Crédit agricole                   | France                            | 122 pts                           |
| 2e                                | Cofidis-Le Crédit par Téléphone   | France                            | 112 pts                           |
| 3e                                | Bretagne-Armor Lux                | France                            | 102 pts                           |
| 4e                                | Bouygues Telecom                  | France                            | 92 pts                            |
| 5e                                | Auber 93                          | France                            | 90 pts                            |
| 6e                                | AG2R Prévoyance                   | France                            | 86 pts                            |
| 7e                                | Agritubel                         | France                            | 85 pts                            |
| 8e                                | La Française des jeux             | France                            | 82 pts                            |
| 9e                                | Roubaix Lille Métropole           | France                            | 51 pts                            |

### Jeunes
| Classement du meilleur jeune | Classement du meilleur jeune | Classement du meilleur jeune | Classement du meilleur jeune | Classement du meilleur jeune |
| Coureur                      | Coureur                      | Pays                         | Équipe                       | Points                       |
| ---------------------------- | ---------------------------- | ---------------------------- | ---------------------------- | ---------------------------- |
| 1er                          | Romain Feillu                | France                       | Agritubel                    | 112 pts                      |